# Monte Buey
Monte Buey es un pueblo que se encuentra ubicado sobre la ruta provincial 6, en el departamento Marcos Juárez, provincia de Córdoba, Argentina, y en la intersección del paralelo 32.92 de latitud sur y 62.45 de longitud oeste. Es la Capital Nacional de la Siembra Directa.

## Geografía
Está asentado sobre la llanura pampeana a una altitud de 110 m s. n. m. Tiene 65.000 ha y en su baricentro se encuentra la zona urbanizada que cubre 300 ha.

## Población
Cuenta con 7103 habitantes (Indec, 2022), lo que representa un incremento del 12,5% frente a los 6217 habitantes (Indec, 2010) del censo anterior.
| Gráfica de evolución demográfica de Monte Buey entre 1991 y 2022 |
|                                                                  |
| Fuente: Censos nacionales del INDEC                              |

## Historia
Su historia data del año 1909, fecha en que el F.C.C.A. inició el trazado de su línea de Cruz Alta a Córdoba, lo que actualmente forma la jurisdicción de Monte Buey; pertenece política y administrativamente al Saladillo, que en ese tiempo era el único exponente de civilización de toda esta Zona, aparte de algunas estancias diseminadas aquí y allá. La planta urbana de Monte Buey, pertenecía en aquel entonces a la estancia Monte del Buey, propiedad de los esposos Don Federico E. Judson y Doña Luisa Carpenter de Judson, quienes la donaron al ferrocarril en el año 1909, con la condición expresa de que el pueblo a formarse llevara el mismo nombre de la estancia. Sin embargo el nombre primitivo era Woodgate. El pueblo se conoció con esta designación hasta 1916. El 22 de octubre de 1910 se liberó al servicio público la línea de Cruz Alta a Córdoba, siendo el único edificio existente el de esta estación. A fines del siglo pasado las tierras correspondientes a Monte Buey empezaron a venderse para instalar en los mismos establecimientos agropecuarios.
La mayoría de los que colonizaron primeramente la zona y se establecieron en lo que hoy son cascos de antiguas estancias, fueron de procedencia inglesa. Posteriormente en 1910 se instalaron los primeros pobladores de Monte Buey. Ante el numeroso asentamiento de colonos y vecinos, en el año 1915 se constituyó la primera Comisión municipal presidida por Juan Benitz.

## Educación
- Jardín maternal
  - María Elena Walsh
- Nivel inicial:
  - Jardín de infantes José M. Estrada.
  - Jardín de infantes Manuel Belgrano.
  - Jardín de infantes Instituto Gral. José M. Paz.
- Nivel primario:
  - Escuela José M. Estrada.
  - Escuela Manuel Belgrano.
  - Instituto Gral. José M. Paz.
- Nivel medio:
  - Instituto Técnico Agrario Industrial (ITAI).
  - Instituto Gral. José M. Paz
- Nivel Terciario o Universitario
  - Universidad Siglo 21
- Nivel Adultos: Ahora también nivel "Jóvenes y adultos"
  - CENPA (Nivel Primario Adultos).
  - CENMA (Nivel Medio Adultos).
  - Escuela de aspirantes a Bomberos Voluntarios "Jorge Hernan Vicari"

## Entidades deportivas y de entretenimiento
- Club Matienzo Mutual Social y Deportivo de Monte Buey
- Club Atlético San Martín de Monte Buey

## Ciudades hermanadas
Treia, Italia

## Parroquias de la Iglesia católica en Monte Buey
| Diócesis  | Villa María              |
| --------- | ------------------------ |
| Parroquia | Sagrado Corazón de Jesús |